# Tretjärnarna (Nätra socken, Ångermanland, 700717-162177)
Tretjärnarna är en sjö i Kramfors kommun och Örnsköldsviks kommun i Ångermanland och ingår i Nätraån-Ångermanälvens kustområde. Sjön har en area på 0,0896 kvadratkilometer och ligger 288,7 meter över havet. Sjön avvattnas av vattendraget Näskeån.

## Delavrinningsområde
Tretjärnarna ingår i det delavrinningsområde (700914-162408) som SMHI kallar för Inloppet i Långnässjön. Medelhöjden är 277 meter över havet och ytan är 24,92 kvadratkilometer. Det finns inga avrinningsområden uppströms utan avrinningsområdet är högsta punkten. Avrinningsområdets utflöde Näskeån mynnar i havet. Avrinningsområdet består mestadels av skog (82 procent). Avrinningsområdet har 0,25 kvadratkilometer vattenytor vilket ger det en sjöprocent på 1 procent.